# Clare Torry
Clare Torry (Londra, 29 novembre 1947) è una cantante britannica, celebre per l'interpretazione vocale del brano The Great Gig in the Sky contenuto nell'album dei Pink Floyd The Dark Side of the Moon del 1973, del quale è coautrice insieme a Richard Wright.

## Biografia
Di origine borghese, la giovane Clare ha frequentato la Battle Abbey School nel Sussex orientale. Lì iniziò a mostrare le sue qualità canore, ma il suo atteggiamento, poco in linea con le tradizioni conservatrici e rigorose dell'istituto, le rese la vita difficile con gli insegnanti. Alla fine degli anni Sessanta, terminata la scuola, intraprese la carriera di vocalist, prima presso la EMI poi per una piccola compagnia chiamata Valley Music, mettendosi in luce tra gli addetti ai lavori per alcune interpretazioni di canzoni di successo. La sua grande occasione arrivò però quando Alan Parsons la richiamò agli Abbey Road Studios per registrare il lungo assolo vocale che si sente in The Great Gig in the Sky, quinta traccia dell'album The Dark Side of the Moon dei Pink Floyd. A causa della grande notorietà del disco, molte voci inesatte si sono poi diffuse in merito a tale interpretazione; è interessante perciò leggere il racconto di quella seduta di registrazione, proprio dalle parole della stessa Torry che lo ricordò a distanza di trent'anni:

### Carriera successiva
In seguito Clare Torry ha lavorato principalmente come turnista di studio e come corista di concerti dal vivo, cantando anche per numerosi jingle pubblicitari inglesi negli anni settanta.
Come turnista, si ricorda il suo lavoro con importanti artisti come lo stesso Alan Parsons (album Eve), Olivia Newton-John, Gary Brooker (dei Procol Harum), i Culture Club, con Tangerine Dream, Meat Loaf e, di nuovo, con Roger Waters in concerto e nel suo album del 1987 Radio K.A.O.S.. Ha cantato di nuovo con i Pink Floyd durante il loro concerto di Knebworth, nel 1990.
Nel 2006 è stata pubblicata una raccolta di 18 brani, registrati dalla cantante dal 1967 al 1984.

## La disputa legale con i Pink Floyd
Nel 2004 Clare Torry citò in giudizio sia i Pink Floyd sia la EMI per le mancate royalty dovutele per l'album The Dark Side of the Moon, asserendo di aver contribuito anche artisticamente al brano The Great Gig in the Sky (originariamente accreditato al solo Richard Wright). All'inizio del 2005 l'Alta Corte di Giustizia del Regno Unito riconobbe valide le ragioni della cantante e la dichiarò co-detentrice dei diritti d'autore sulla canzone. Tutti i dischi stampati dopo il 2005 riportano quindi regolarmente Torry/Wright come autori del brano. Relativamente ai termini economici, si è invece raggiunto un accordo extragiudiziale, del quale non sono stati tuttavia resi noti i termini.

## Discografia parziale

### Album
- 2006 - Heaven in the Sky (RPM, B000CY3YZM, CD)

### Singoli
- 1969 - Love Tomorrow, Love Today/Love for Living (Decca, F 12945, 7")
- 1980 - Nearly a Part of Me/Believe in Me (EMI Harvest, 1C 006-63 851, 7")
- 1981 - Love Is Like a Butterfly/Adagio in G Minor (EMI Harvest, EMI 5165, 7")